# Magni (Milaan)
Magni is een historisch motorfietsmerk.
De bedrijfsnaam was Moto-Magni, Via G. Bruno 13, Milano (1928-1930).
Italiaans merk dat een interessante 348 cc OHC tweecilinder met horizontale cilinders bouwde. Door geldgebrek kwam het niet tot serieproductie. Er bestaat nog een merk met de naam Magni.